# Pachok
Pachok (nep. पाचोक) – gaun wikas samiti w zachodniej części Nepalu w strefie Gandaki w dystrykcie Lamjung. Według nepalskiego spisu powszechnego z 2001 roku liczył on 540 gospodarstw domowych i 2863 mieszkańców (1506 kobiet i 1357 mężczyzn).